# Ludwik Urbanowicz
Ludwik Urbanowicz (ur. 13 sierpnia 1865 w Krotoszynie, zm. 4 listopada 1920 w Królewskiej Hucie) – polski doktor medycyny, działacz narodowy.

## Życiorys
Urodził się w rodzinie kupieckiej. Po ukończeniu gimnazjum w 1886 podjął studia medyczne we Wrocławiu. Stypendysta Towarzystwa Pomocy Naukowej im. Karola Marcinkowskiego w Poznaniu. Podczas studiów zaangażowany w działalność wrocławskiego Towarzystwa Literacko-Słowiańskiego oraz Towarzystwa Medycznego Akademików Polaków. Ukończył studia w 1891, dwa lata później obronił pracę doktorską w Lipsku.
W 1894 przeprowadził się na Górny Śląsk, prowadził praktykę lekarską, jako pierwszy polski lekarz (spośród pięciu tam praktykujących), w Roździeniu-Szopienicach (obecnie Szopienice, dzielnica Katowic).
W 1897 zamieszkał w Królewskiej Hucie (obecnie Chorzów), wówczas 45 tysięcznym mieście, jako jedyny (spośród 13) polski lekarz.
Współzałożyciel, prezes, przewodniczący rady nadzorczej Banku Ludowego w Królewskiej Hucie (obecnie Chorzów). Wspierał Towarzystwo Gimnastyczne „Sokół”, działał w Towarzystwie Czytelni Ludowych, publikował porady medyczne dla matek w „Katoliku”.
W 1904 jako jeden z 20 polskich lekarzy był sygnatariuszem listu otwartego do Niemieckiego Towarzystwa Lekarskiego Okręgu Przemysłowego, protestującego przeciwko dyskryminacji polskich lekarzy, którym odmawiano zatrudnienia w niemieckich kasach chorych. W 1908 współzałożyciel Towarzystwa Lekarzy Polaków na Śląsku.
Działacz Narodowej Demokracji, angażował się w walkę o właściwą reprezentację polskich interesów m.in. w parlamencie, radach miejskich oraz organizacjach społeczno-zawodowych. W reakcji na jego działalność, w 1898 władze pruskie wytoczyły mu proces, kilka lat później wpisano go na listę „politycznie niebezpiecznych”, rekomendując jego aresztowanie.
Od listopada 1918 do lutego 1920 w składzie polskiej Powiatowej Rady Ludowej w Królewskiej hucie (obecnie Chorzów). W listopadzie 1919 wybrany do Rady Miejskiej Królewskiej Huty. Działacz Związku Chrześcijańskiego Dobroczynności na Górnym Śląsku, wykładowca tzw. Uniwersytetu Ludowego. Od lutego 1920 zaangażowany w prace Polskiego Komitetu Plebiscytowego w Królewskiej Hucie (obecnie Chorzów), m.in. autor licznych wystąpień na wiecach.
Zmarł 4 listopada 1920 w Królewskiej Hucie (obecnie Chorzów), pochowany na cmentarzu św. Jadwigi w grobowcu ufundowanym przez Radę Miejską. Po przyłączeniu miasta do Polski, jedną z ulic nazwano jego imieniem.